# Discografia dei Loudness
La pagina racchiude la discografia del gruppo heavy metal giapponese Loudness.

## Album in studio
| Pubblicazione     | Titolo                  | Etichetta         | Note  |
| ----------------- | ----------------------- | ----------------- | ----- |
| 25 novembre 1981  | The Birthday Eve        | Nippon Columbia   |       |
| 21 luglio 1982    | Devil Soldier           | Nippon Columbia   |       |
| 21 gennaio 1983   | The Law of Devil's Land | Nippon Columbia   |       |
| 7 gennaio 1984    | Disillusion             | Music for Nations | [ 5 ] |
| 21 gennaio 1985   | Thunder in the East     | Music for Nations |       |
| 24 marzo 1986     | Shadows of War          | ATCO              |       |
| 25 luglio 1986    | Lightning Strikes       | ATCO              | [ 9 ] |
| 10 agosto 1987    | Hurricane Eyes          | ATCO              |       |
| 17 settembre 1989 | Soldier of Fortune      | ATCO              |       |
| 24 maggio 1991    | On the Prowl            | ATCO              |       |
| 10 luglio 1992    | Loudness                | WEA               |       |
| 21 dicembre 1994  | Heavy Metal Hippies     | WEA               |       |
| 7 luglio 1997     | Ghetto Machine          | Rooms             |       |
| 5 agosto 1998     | Dragon                  | Rooms             |       |
| 7 luglio 1999     | Engine                  | Rooms             |       |
| 7 marzo 2001      | Spiritual Canoe         | Nippon Columbia   |       |
| 21 novembre 2001  | Pandemonium             | Nippon Columbia   |       |
| 4 settembre 2002  | Biosphere               | Nippon Columbia   |       |
| 7 aprile 2004     | Terror                  | Tokuma Japan      |       |
| 25 novembre 2004  | Racing                  | Tokuma Japan      |       |
| 27 dicembre 2006  | Breaking the Taboo      | Tokuma Japan      |       |
| 20 febbraio 2008  | Metal Mad               | Tokuma Japan      |       |
| 27 maggio 2009    | The Everlasting         | Tokuma Japan      |       |
| 19 maggio 2010    | King of Pain            | Tokuma Japan      |       |
| 14 settembre 2011 | Eve to Dawn             | Tokuma Japan      |       |
| 22 agosto 2012    | 2･0･1･2                 | Tokuma Japan      |       |

## Album dal vivo
| Pubblicazione    | Titolo                       | Etichetta          | Note |
| ---------------- | ---------------------------- | ------------------ | ---- |
| 21 novembre 1983 | Live-Loud-Alive              | Nippon Columbia    |      |
| 10 novembre 1986 | 8186 Live                    | ATCO               |      |
| 25 aprile 1994   | Once and For All             | WEA                |      |
| 20 giugno 1995   | Loud 'N' Raw                 | WEA                |      |
| 21 dicembre 2000 | Eurobounds (Remastered)      | Nippon Columbia    |      |
| 20 luglio 2001   | The Soldier's Just Come Back | Nippon Columbia    |      |
| 21 maggio 2003   | Live 2002                    | Tokuma Japan       |      |
| 23 dicembre 2009 | Live Loudest at Budokan '91  | Warner Music Japan |      |

## Compilation
| Pubblicazione     | Titolo                                        | Etichetta          | Note |
| ----------------- | --------------------------------------------- | ------------------ | ---- |
| 10 dicembre 1986  | Never Stay Here, Never Forget You             | ATCO               |      |
| 1º agosto 1989    | Early Singles                                 | Nippon Columbia    |      |
| 25 ottobre 1991   | Loudest                                       | WEA                |      |
| 28 novembre 1991  | Loudest Ballad Collection                     | WEA                |      |
| 21 giugno 1995    | Best Songs Collection                         | Nippon Columbia    |      |
| 21 dicembre 2000  | Eurobonds                                     | Nippon Columbia    |      |
| 23 maggio 2001    | Best of Loudness 8688 - The Atlantic Years    | Warner Bros.       |      |
| 6 novembre 2001   | The Very Best of Loudness - Days of Glory     | Warner Bros.       |      |
| 21 dicembre 2001  | Re-Masterpieces                               | Nippon Columbia    |      |
| 12 ottobre 2004   | Rockshocks                                    | Tokuma Japan       |      |
| 21 settembre 2005 | The Best of Reunion                           | Tokuma Japan       |      |
| 18 febbraio 2009  | Golden Best Loudness - Early Years Collection | Nippon Columbia    |      |
| 18 gennaio 2012   | Loudness Best Tracks: Columbia Years          | Nippon Columbia    |      |
| 18 gennaio 2012   | Loudness Best Tracks: Warner Years            | Warner Music Japan |      |
| 18 gennaio 2012   | Loudness Best Tracks: Tokuma Japan Years      | Tokuma Japan       |      |
| 31 ottobre 2012   | Single Collection                             |                    |      |

## Extended play
| Pubblicazione  | Titolo                 | Etichetta       | Note |
| -------------- | ---------------------- | --------------- | ---- |
| 21 giugno 1985 | Gotta Fight            | Nippon Columbia |      |
| 25 maggio 1988 | Jealousy               | ATCO            |      |
| 1989           | A Lesson in Loudness   | ATCO            |      |
| 25 aprile 1991 | Loud 'N' Rare          | WEA             |      |
| 17 agosto 2005 | The Battleship Musashi | Tokuma Japan    |      |

## Singoli
| Pubblicazione     | Titolo                                 | Etichetta       | Note   |
| ----------------- | -------------------------------------- | --------------- | ------ |
| 1º maggio 1982    | Burning Love / Bad News                | Nippon Columbia |        |
| 21 gennaio 1983   | Geraldine / In the Mirror              | Nippon Columbia |        |
| 21 settembre 1983 | Road Racer                             | Nippon Columbia |        |
| 21 settembre 1983 | Road Racer / 蜃気楼 (Shinkiro)         | Nippon Columbia | [ 34 ] |
| 1984              | Milky Way                              | Nippon Columbia |        |
| 21 giugno 1985    | Gotta Fight / Odin                     | Nippon Columbia |        |
| 1º dicembre 1985  | Crazy Night / No Way Out               | ATCO            |        |
| 10 marzo 1986     | Let it Go / Farewell                   | ATCO            |        |
| 25 settembre 1986 | Risky Woman / Silent Sword             | ATCO            |        |
| 28 novembre 1987  | So Lonely / Strike of the Sword        | WEA             |        |
| 28 novembre 1987  | Long Distance Love / Good This Going   | WEA             |        |
| 25 maggio 1989    | Dreamer or Screamer / Die of Hunger    | ATCO            |        |
| 10 agosto 1989    | You Shook Me / Faces in the Fire       | ATCO            |        |
| 10 settembre 1989 | Down 'N' Dirty / Take It or Leave It   | WEA             |        |
| 25 aprile 1991    | In the Mirror                          | WEA             |        |
| 25 settembre 1991 | Slap in the Face                       | WEA             |        |
| 25 maggio 1992    | Black Widow / Racing the Wind          | WEA             |        |
| 25 agosto 1992    | Slaughter House                        | WEA             |        |
| 10 dicembre 1994  | Electric Kisses / House of Freaks      | WEA             |        |
| 7 luglio 2004     | Crazy Samurai / R.I.P.                 | COCP            |        |
| 15 dicembre 2010  | The Eternal Soldiers / The Danger Zone | Happinet        |        |